# 江苏省中医院

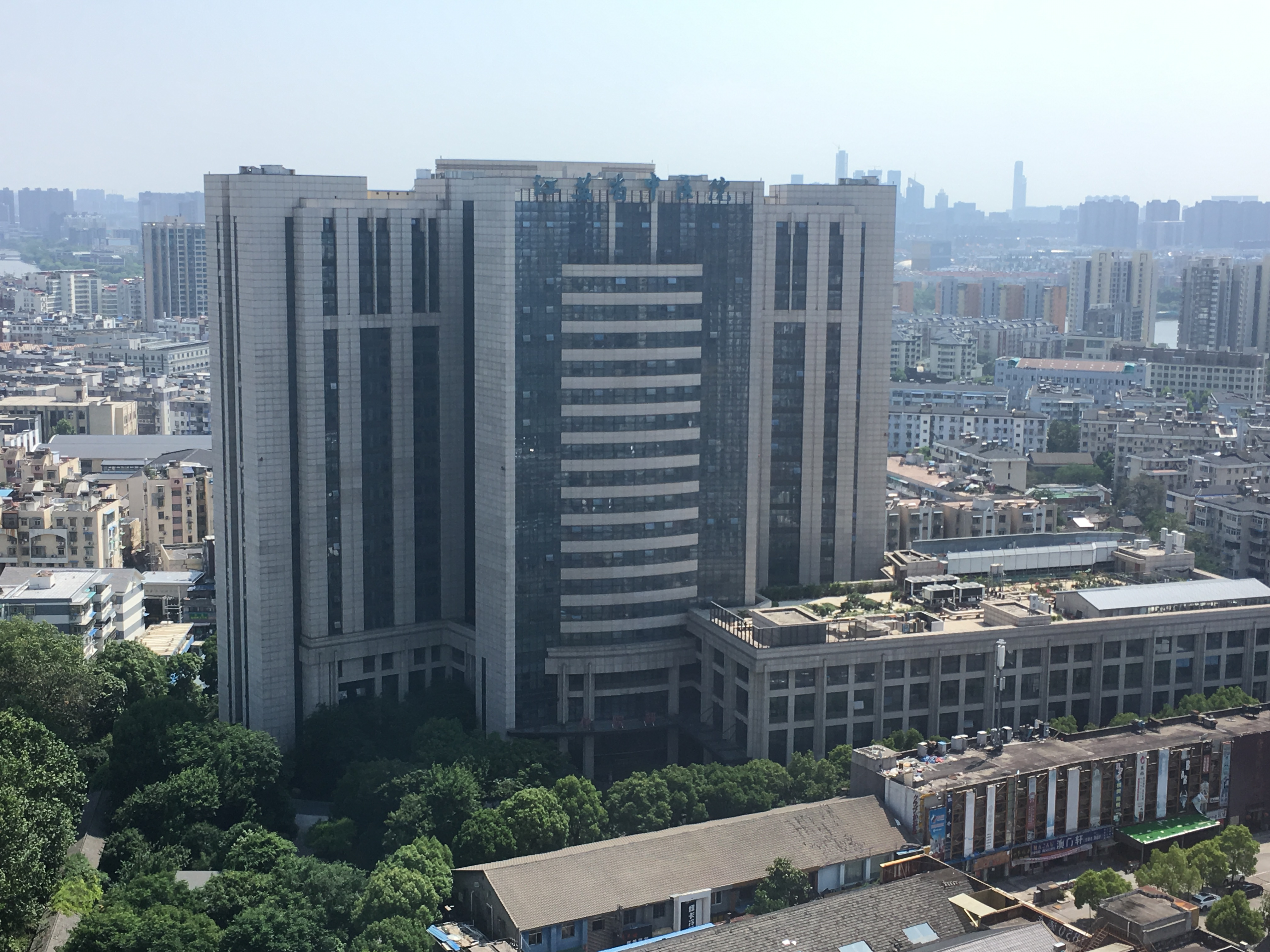

江苏省中医院，是中华人民共和国江苏省的一所医院，位於南京白下区汉中路155号。醫院分級為三级甲等医院，江苏省中医院亦是南京中醫藥大學的第一附屬醫院。江苏省中医院於1954年10月啟用，第一任院长叶橘泉(為中國中科院学部委员)。現時醫院約有2500张病床及有近2600多名員工，是南京重要醫院之一，提供24小時急症服務。
2012年，医院门急诊量达367万人次，出院病人数4.6万人次。

## 医院概況
江苏省中医院创建于1954年10月，为全国首批成立的省级中医医院之一，已成为全国著名具有浓厚文化底蕴的大型综合性三级甲等中医院。医院先后荣获全国省级示范中医院、全国卫生系统先进集体、省卫生行风先进集体，省“十佳医院”、“江苏省文明单位”、全国“百佳医院”、全国医院文化建设先进单位等称号。2010年1月19日，国家中医药管理局确定为“全国中医医院信息化示范单位”。

## 规模
江苏省中医院总床位2500张，日门诊量2740人次。

## 服務範圍
| - 消化(脾胃病)科 - 呼吸科 - 脑病中心 - 针灸康复科 - 血液内科 - 消化内镜科 - 肝病科 - 心内科 - 肾内科 - 儿科 - 风湿病科 - 肿瘤内科 - 老年科 - 内分泌科 - 普内科 | - 推拿科 - 普外科 - 乳腺病科 - 消化系肿瘤外科 - 心胸外科 - 脑外科(神经外科) - 麻醉科 - 泌尿外科 - 血管外科 - 肛肠科 - 生殖科 - 整形外科 - 口腔科 - 眼科 - 耳鼻喉科 - 皮肤科 - 男科 - 妇科 - 骨伤科 | - 体检中心 - 病理科 - 放射科 - 核医学科 - 放疗科 - 超声科 - 检验科 - 介入医学科 |